# Siim Sellis
Siim Sellis, né le 5 mai 1987 à Tali, est un fondeur estonien.

## Carrière
Sellis fait ses débuts dans des compétitions officielles en 2001. Il participe à sa première course en Coupe du monde en janvier 2006 à Otepää. Aux Championnats du monde junior 2007, il obtient son meilleur résultat avec une 22e au sprint. Aux Championnats du monde des moins de 23 ans en 2010, à Hinterzarten, il signe son meilleur résultat jusque là avec une dix-septième place en sprint.
Dans la suite de sa carrière, il connait ses meilleurs résultats en sprint, marquant ses premiers points en Coupe du monde en 2011 à Otepää. En mars 2012, il obtient son meilleur résultat à Lahti (10e en style classique).
Aux Jeux de Sotchi 2014, il échoue en qualification du sprint libre avec le 59e temps. 
En 2015 à Falun, il court sa seule épreuve en championnat du monde, terminant est 44e du sprint classique.

## Palmarès

### Jeux olympiques
| Épreuve / Édition | Sprint | Sprint                           | 15 km                            | 15 km     | Skiathlon 2 × 15 km | 50 km | Relais | Relais    |
| Épreuve / Édition | libre  | classique                        | libre                            | classique | Skiathlon 2 × 15 km | 50 km | Sprint | 4 × 10 km |
| JO 2014 Sotchi    | 58e    | Épreuve inexistante à cette date | Épreuve inexistante à cette date | —         | —                   | —     | —      | —         |

Légende :
- : pas d'épreuve
- — : non disputée par Siim Sellis

### Championnats du monde
| Épreuve / Édition   | Sprint                           | Sprint    | 15 km | 15 km                            | Skiathlon 2 × 15 km | 50 km | Relais | Relais    |
| Épreuve / Édition   | libre                            | classique | libre | classique                        | Skiathlon 2 × 15 km | 50 km | Sprint | 4 × 10 km |
| Mondiaux 2015 Falun | Épreuve inexistante à cette date | 44e       | —     | Épreuve inexistante à cette date | -                   | -     | —      | —         |

Légende :
- : pas d'épreuve
- — : non disputée par Sellis

### Coupe du monde
- Meilleur classement général : 118e en 2012.
- Meilleur résultat individuel : 10e.

#### Classements par saison
| Saison    | Classement général final | Classement sprint |
| 2010-2011 | 139e                     | 83e               |
| 2011-2012 | 118e                     | 67e               |
| 2012-2013 | 139e                     | 82e               |
| 2013-2014 | 163e                     | 102e              |
| 2014-2015 | 155e                     | 96e               |